# Königlich Bayerisches 7. Infanterie-Regiment „Prinz Leopold“
Das 7. Infanterie-Regiment „Prinz Leopold“ war ein Verband der Bayerischen Armee. Der Friedensstandort des Regiments war Bayreuth.

## Geschichte

### Entstehung
Das Regiment wurde am 27. Juni 1732 gemäß Dekret durch Kurfürst Karl Albrecht von Bayern in Landshut unter Abgabe von Mannschaften der übrigen Infanterieregimenter errichtet. Vom 1. Januar 1790 bis zum 26. März 1804 führte es die Bezeichnung 8. Füsilier-Regiment und erhielt anschließend die Nummer 7 unter den Infanterieregimentern.
1815 wurden das 2. und 14. National-Feld-Bataillon der 1813 errichteten mobilen Legion des Rezatkreis in das Regiment übernommen. Dafür hatte es bereits im Jahr zuvor die zwei Grenadierkompanien zur Errichtung des Grenadier-Garde-Regiments abgegeben.

### Feldzüge gegen die Türken 1738/39
Während der Türkenkriege machte das Regiment 1738 die Belagerung von Ratscha mit und nahm am 22. Juli 1739 an der Schlacht bei Grocka sowie der anschließenden Belagerung von Belgrad teil.

### Siebenjähriger Krieg
Im Siebenjährigen Krieg kämpfte das Regiment gegen Preußen. Von Ende Oktober bis Mitte November 1757 war es bei der Belagerung von Schweidnitz, kämpfte am 22. November bei Breslau sowie am 5. Dezember 1757 bei Leuthen. Im Jahr darauf war es an der Einnahme von Toppau, an der Verteidigung von Olmütz sowie an der Belagerung von Neisse beteiligt.

### Koalitionskriege

#### Erster Koalitionskrieg
Gegen das revolutionäre Frankreich war das Regiment 1794 bei der Verteidigung der damals zu Bayern gehörenden Stadt Mannheim beteiligt.

#### Zweiter Koalitionskrieg
Auf der Seite Österreichs kam das Regiment am 3. Dezember 1800 in der Schlacht bei Hohenlinden zum Einsatz und musste sich den französischen Truppen geschlagen geben.

#### Rheinbund
Nachdem Bayern die Seiten gewechselt und sich dem Rheinbund unter Napoleon Bonaparte angeschlossen hatte, machte das Regiment während des Vierten- und Fünften Koalitionskrieges die Belagerung von Breslau sowie die Schlachten bei Abensberg, Landshut, Wagram und Znaim mit.

#### Befreiungskriege
Nach den verheerenden Verlusten der Bayerischen Armee während des Russlandfeldzuges schlug sich das Königreich auf die Seite der Koalition im Kampf gegen Napoleon. Das Regiment kämpfte nun am 30./31. Oktober 1813 bei Hanau, am 29. Januar 1814 bei Brienne und am 27. Februar bei Bar-sur-Aube wieder gegen die Franzosen.

### Schleswig-Holsteinischer Krieg
Bayern, nunmehr Mitglied des Deutschen Bundes entsandte das Regiment während des Schleswig-Holsteinischen Krieges nach Dänemark, wo es sich am 13. April 1849 an den Kämpfen bei Düppel beteiligte.

### Deutscher Krieg
Im Krieg gegen Preußen rückte das Regiment, das nunmehr in Bayreuth stationiert war, aus und musste sich in den Kämpfen am 10. Juli bei Kissingen und am 25./26. Juli 1866 bei Uettingen und Roßbrunn geschlagen geben.

### Deutsch-Französischer Krieg
1870 kam es wieder zum Krieg gegen Frankreich. Nach Kämpfen bei Weißenburg, Wörth, Bitsch, Sedan nahm das Regiment vom 19. September 1870 bis 28. Januar 1871 an der Einschließung von Paris teil.
1897 bezog das Regiment den Neubau der Leopoldkaserne am Röhrensee.

### Boxeraufstand
Obwohl es sich um keinen regulären Kriegseinsatz handelte, meldeten sich 1900 ein Offizier, drei Unteroffiziere und dreißig Mann als Kriegsfreiwillige zur Teilnahme an der China-Expedition anlässlich des Boxeraufstands. Es wurden keine Verluste vermeldet.

### Erster Weltkrieg
Bei Ausbruch des Ersten Weltkriegs macht das Regiment am 2. August 1914 mit dem I. bis III. Bataillon sowie der MG-Kompanie mobil. Sie war der 10. Infanterie-Brigade unterstellt und war im Verbund mit der 5. Infanterie-Division bis Kriegsende in deren Gefechtstätigkeit an der Westfront eingebunden. Am 9. Oktober 1916 erhielt das Regiment während der Stellungskämpfe in Flandern und Artois eine 2. und 3. MG-Kompanie. Nach den verlustreichen Abwehrkämpfen zwischen Scarpe und Somme und weil kein ausreichender Ersatz mehr bereitgestellt werden konnte, wurden am 1. September 1918 die 4., 5. und 9. Kompanie aufgelöst. Zwei Tage später folgte die Aufstellung einer Minenwerfer-Kompanie. Am 14. Oktober 1918 löste man das II. Bataillon auf.
Insgesamt hatte das Regiment im Ersten Weltkrieg über 3000 Gefallene zu beklagen.

### Verbleib
Nach dem Waffenstillstand von Compiègne marschierten die Reste des Regiments in die Heimat zurück und wurden ab 12. Dezember 1918 in Bayreuth demobilisiert und am 25. März 1919 aufgelöst. Aus Teilen bildeten sich zwei Freiformationen. Vom 19. bis 21. März 1919 wurde das I. Volkswehr-Bataillon Bayreuth, auch Freiwilligen-Bataillon Utz, mit 1.–3. Kompanie, die 4. Volkswehr-Kompanie Kulmbach, die 5. Volkswehr-Kompanie Hof, die Volkswehr-MG-Kompanie Schaider sowie die Volkswehr-Wirtschafts-Kompanie aufgestellt. Außerdem folgte vom 19. bis 22. April 1919 die Bildung des II. Volkswehr-Bataillons Bayreuth (Freiwilligen-Bataillon Lienhardt) mit 6.–8. Kompanie. Beide Formationen gingen im Juni 1919 im III. Bataillon des Reichswehr-Infanterie-Regiments 46 auf.
Die Tradition übernahmen in der Reichswehr ab 24. August 1921 die 9. und 12. Kompanie des 21. (Bayerisches) Infanterie-Regiments in Bayreuth.

## Regimentsinhaber
Der Kommandeur ist zu unterscheiden von einem Regimentsinhaber, welcher damit nur eine Ehrenposition einnahm, wobei das Regiment allerdings seinen Namen führte (z. B. von 1873 bis 1919, Prinz Leopold von Bayern). Die Bezeichnung vacant bedeutet im wörtlichen Sinne, dass die Regimentsinhaberschaft zurzeit nicht besetzt war. Der Begriff Linienregiment bedeutet, dass keine Inhaberschaft geplant war und das Regiment nur seine Nummer führte.
- 27. Juni 1732 – Joseph Ludwig, Herzog in Bayern
- 2. Dezember 1733 – Max, Herzog in Bayern
- 17. Mai 1738 – Klement, Herzog in Bayern
- 12. August 1770 – Franz Ludwig Graf von Holnstein
- 25. Juli 1781 – Gerhard Graf von Rambaldi
- 13. März 1792 – Max Graf Morawitzky
- 25. Januar 1805 – vacant
- 31. Mai 1806 – Dominik Konstantin Fürst von Löwenstein-Wertheim
- 18. April 1814 – 7. Linien-Infanterie-Regiment
- 28. Oktober 1835 – Karl Theodor von Pappenheim
- 29. November 1852 – Leonhard von Hohenhausen
- 25. März 1872 – vacant
- 6. April 1873 – Prinz Leopold von Bayern

## Kommandeure
Das Regiment wurde von einem Oberstkommandant, ab 1872 von einem Kommandeur, im Range eines Obersts befehligt. In einigen Fällen war der nächstniedrigere Rang des Oberstleutnant auch befähigt, ein Regiment zu führen. Im Ersten Weltkrieg waren zunächst Vertretungen durch Stabsoffiziere oder Bataillonsführer im Range eines Majors üblich, wenn ein neuer Oberst nicht rechtzeitig zur Verfügung stand. Gegen Ende des Krieges war das Regiment auf unter 1.000 Mann zusammengeschrumpft und wurde dann nur noch von Majoren geführt. Dies war auch der Tatsache geschuldet, dass kriegsbedingt keine anderen höheren Offiziere mehr zur Verfügung standen.
| Dienstgrad           | Name                                   | Datum                                                        |
| -------------------- | -------------------------------------- | ------------------------------------------------------------ |
| Oberst               | Emanuel Franz Freiherr von Lerchenfeld | 3. April 1732 bis 27. November 1739                          |
| Oberst               | Mathias Wolter                         | 27. November 1739 bis 21. April 1744                         |
| Oberst               | Franz Christoph Baron von Wildenstein  | 21. April 1744 bis 1. Januar 1745                            |
| Oberst               | Peter von Clerambault                  | 1. Januar bis 1. Juli 1745                                   |
| Oberst               | Ferdinand Graf Rambaldi                | 1. Juli 1745 bis 1. August 1758                              |
| Oberst               | Franz Martin de la Colonie             | 1. August 1758 bis 20. Januar 1762                           |
| Oberst               | Veith Christoph von Schober            | 20. Januar 1762 bis 1773                                     |
| Oberst               | Franz Joseph de Mouche                 | 1773 bis 30. Juli 1775                                       |
| Oberst               | Ignaz Freiherr von Bartel              | 30. Juli 1775 bis 23. Juli 1779                              |
| Generalmajor         | Joseph Gerhard Graf Rambaldi           | 23. Juli 1779 bis 31. Mai 1782                               |
| Oberst               | Jakob Roesner                          | 31. Mai bis 6. Dezember 1782                                 |
| Oberst               | Johann Wilhelm Baron von Taenzl        | 6. Dezember 1782 bis 6. Mai 1786                             |
| Oberst               | Karl Anton Freiherr von Junker         | 6. Mai 1786 bis 12. März 1792                                |
| Oberst               | Ernst Graf von Daun                    | 12. März bis 16. April 1792                                  |
| Oberst               | Johann Nep. Chaddä Baron von Widnmann  | 16. April 1792 bis 12. Mai 1800                              |
| Oberst               | Nikolaus Anton von Ranson              | 12. Mai 1800 bis 10. August 1801                             |
| Oberst               | Wilhelm von Pierron                    | 10. August 1801 bis 23. September 1806                       |
| Oberst               | Karl von Stengel                       | 23. September 1806 bis 1. April 1809                         |
| Oberst               | Friedrich Graf von Thurn und Taxis     | 1. April bis 23. Mai 1809                                    |
| Oberst               | Nikolaus von Maillot de la Treille     | 27. Juni 1809 bis 10. August 1813                            |
| Oberst               | Wilhelm Rodt                           | 10. August 1813 bis 2. Februar 1814                          |
| Oberst               | Edmund Herrmann                        | 16. Februar 1814 bis 24. Juli 1823                           |
|                      | (unbekannt)                            |                                                              |
| Oberst               | Wilhelm von Schleich                   | 29. Mai 1864 bis 18??                                        |
| Oberst               | Edmund Höfler                          | 1. Februar 1870 bis 187?                                     |
| Oberst               | Eduard Weiß                            | 3. November 1872 bis 2. März 1874                            |
| Oberst               | Carl Freiherr von Schönhueb            | 2. März 1874 bis 1. November 1875                            |
| Oberst               | Maximilian von Parseval                | 31. März 1876 bis 20. April 1880                             |
| Oberst               | Otto Kohlermann                        | 1880 bis 12. Mai 1882                                        |
| Oberst               | Oskar Straub                           | 8. Juli 1882 bis 9. Juni 1884                                |
| Oberst               | Julius Zech auf Neuhofen               | 27. Juni 1884 bis 12. Dezember 1888                          |
| Oberst               | Philipp Bouhler                        | 12. Dezember 1888 bis 3. Juli 1891                           |
| Oberst               | Schuster                               | 14. Juli 1891 bis 15. Mai 1893                               |
| Oberst               | Karl Freiherr von Waldenfels           | 15. Mai 1893 bis 7. November 1896                            |
| Oberst               | Theodor Bruch                          | 7. November 1896 bis 22. Dezember 1899                       |
| Oberst               | Georg Keßler                           | 9. Januar 1900 bis 8. Dezember 1902                          |
| Oberst               | Ferdinand Böhm                         | 8. Dezember 1902 bis 20. August 1905                         |
| Oberst               | August Prager                          | 20. August 1905 bis 16. Oktober 1908                         |
| Oberst               | Georg Lechner                          | 16. Oktober 1908 bis 14. Oktober 1911                        |
| Oberst               | Karl Schoch                            | 15. Oktober 1911 bis 30. September 1913                      |
| Oberst               | Hans Schmidt                           | 1. Oktober 1913 bis 27. September 1914                       |
| Oberstleutnant       | Albert Hierthes                        | 28. bis 30. September 1914 (mit der Führung beauftragt)      |
| Oberstleutnant       | Franz Stängl                           | 1. Oktober 1914 bis 16. September 1916                       |
| Oberstleutnant       | Maximilian Veith                       | 29. September bis 5. Dezember 1916                           |
| Major/Oberstleutnant | Theodor Kübel                          | 6. Dezember 1916 bis 27. März 1918                           |
| Major                | Julius Karl Viktor Melchior            | 28. März bis 7. April 1918                                   |
| Oberstleutnant       | Friedrich Haack                        | 8. April bis 28. Mai 1918                                    |
| Oberstleutnant       | Theodor Kübel                          | 29. Mai bis 10. August 1918                                  |
| Major                | Christian Benz                         | 10. bis 20. August 1918 (mit der Stellvertretung beauftragt) |
| Major                | Hans Jäger                             | 27. August 1918 bis Januar 1919                              |